# Pablo Zibes
Pablo Zibes (Buenos Aires, 1971–) argentin származású pantomimművész.

## Élete
Miután 1991-ben elvégezte a Buenos Aires-i Színművészeti Főiskolát (Escuela Municipal de Arte Dramático – EMAD), pantomimművészként dolgozott Argentínában, Európában és Ázsiában. Később Svájcban továbbképezte magát a híres Dimitri Bohóc iskolájában (Scuola Teatro Dimitri).
22 évesen világ körüli turnéra indult, amelyet teljes egészében fellépéseiből finanszírozott. Ez az időszak meghatározó volt számára, hiszen számos tapasztalatot szerzett az utcai pantomim terén, különösen a közönséggel való spontán interakciókban és az improvizációban.
Kiemelkedő előadásai közé tartozik az „Élő művészet” című projekt, amelyet a neves festőművésszel, Manuel Hernández Bastantéval közösen alkotott meg. 2003-ban ezzel a projekttel elnyerték a Grazie Mantua Festival különdíját. Az előadás során híres festmények képi világát vetítették vászonra és aszfaltra, miközben Pablo mozdulatlanul a műalkotás részévé vált.
Jelenleg Stuttgartban él és dolgozik.

## Díjak
- 1999: Különdíj a zsonglőr és a kis művészeti fesztiválon Koblenz[7]
- 2000: Bochum Kismüveszeti Díj[8]
- 2003: Grazie Fesztivál, Mantova, Olaszország[9]